# Балка Лозовата (притока Бобрівки)
Балка Лозовата — балка (річка) в Україні у Павлоградському районі Дніпропетровської області. Ліва притока річки Бобрівки (басейн Дніпра).

## Опис
Довжина балки приблизно 4,13 км, найкоротша відстань між витоком і гирлом — 3,79  км, коефіцієнт звивистості річки — 1,09 . Формується декількома струмками. В переважній більшості балка пересихає.

## Розташування
Бере початок у селі Жолобок. Тече переважно на південний захід і на північно-східній стороні від села Кочережки впадає у річку Боборівку, праву притоку річки Самара.

## Цікаві факти
- У XX столітті на балці існували колгоспний двір, природні джерела, газгольдери та газові свердловини[2].